# Тыртов, Константин Петрович
Константин Петрович Тыртов (1845—1906) — генерал-лейтенант.

## Биография
Родился 17 (29) июня 1845 года. Воспитывался во 2-м кадетском корпусе. Участвовал в сражениях завершающей стадии Кавказской войны.
Отличился в русско-турецкой войне; был награждён орденами, с 16 апреля 1878 года состоял в чине капитана. В полковники произведён 24 марта 1885 года.
С 9 марта 1891 года был командиром 146-го пехотного Царицынского полка. С 21 мая 1898 года был назначен командиром лейб-гвардии 4-го стрелкового Императорской фамилии полка с одновременным производством в генерал-майоры.
С 14 мая 1901 по 1 июня 1904 года был командиром 1-й бригады 2-й гвардейской пехотной дивизии.
Умер 3 (16) апреля 1906 года; похоронен на Никольском кладбище Александро-Невской лавры.
Был женат. Имел падчерицу и сына Константина (1870—?) — в 1909 году, штаб-ротмистр Отдельного корпуса пограничной стражи.

## Награды
российские
- орден Святой Анны 3-й степени (1873)
- Орден Святого Станислава 2-й степени с мечами (1878)
- орден Святого Владимира 4-й степени с мечами и бантом (1878)
- орден Святой Анны 2-й степени с мечами (1878)
- орден Святого Владимира 3-й степени (1892)

иностранный
- ордена Звезды Румынии большой офицерский крест (1899)